# Ralph Klein (basketballer)

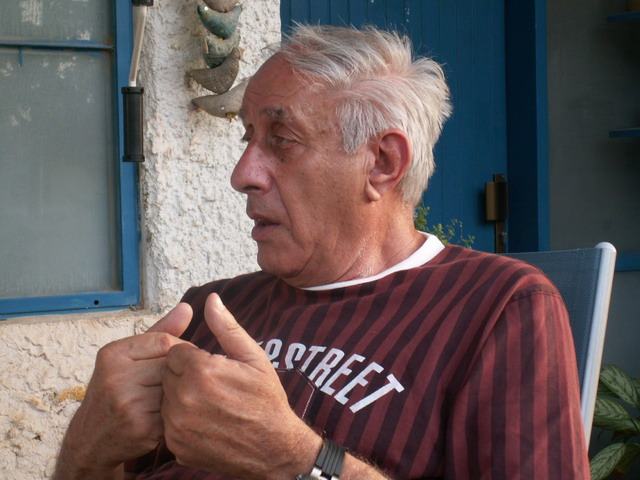
Ralph Klein in 2006

Ralph Klein (Hebreeuws: רלף קליין) (Berlijn, 29 juli 1931 - Tel Hashomer, 7 augustus 2008) was een Israëlische basketballer en basketbalcoach.
Klein is afkomstig uit een Joods-Hongaarse familie die voor de Tweede Wereldoorlog nog terugkeerde naar Boedapest. Zijn vader overleed uiteindelijk in Auschwitz, maar de rest van de familie wist te overleven, mede door inspanning van Raoul Wallenberg.
Na de oorlog, toen hij zestien jaar oud was, begon Klein met voetballen om niet veel later te gaan basketballen. Met basketballen kwam hij in de Hongaarse competitie. In 1951 emigreerde hij met zijn moeder naar Israël. Nadat hij in de Israëlische marine had gezeten, ging hij basketballen bij Maccabi Tel Aviv BC. Hier speelde hij meer dan 160 wedstrijden en hij won 8 kampioenschappen en 6 bekers. Hij speelde ook bij Israël onder de 21, waarmee hij deelnam aan het basketbal op de Olympische Zomerspelen 1952. Later mocht hij naar het Israëlisch nationaal basketbalteam, waar hij 68 wedstrijden voor speelde.
In 1968 begon hij als coach. In 1970 werd hij trainer van Maccabi Tel Aviv BC, hiermee behaalde hij 4 kampioenschappen en in 1977 de Europese titel. Later werd hij coach van het Israëlisch nationaal basketbalteam waarmee hij de 2e plaats haalde in Eurobasket in 1979 en 1981; in 1983 behaalde hij de zesde plaats. Verder was hij nog coach bij het Duits nationaal basketbalteam en trainer van BSC Saturn Köln.
In 2006 kreeg hij een onderscheiding voor zijn werk als basketbalspeler en coach.
In de zomer van 2008 overleed Ralph Klein op 77-jarige leeftijd in het Sheba hospital in Tel Hashomer.
- Gemeinsame Normdatei: 13605403X
- International Standard Name Identifier: 0000 0000 5713 2160
- Library of Congress Control Number: no00079479
- Nationale Bibliotheek van Israël: 987007296604805171
- Virtual International Authority File: 80463498
- WorldCat: E39PBJwmVj76dKPxPpfyrw74MP